# Vilim Kaltnbruner
Vilim Kaltnbruner, hrvatski bosanskohercegovački bivši nogometaš. Igrao za Željezničar iz Sarajeva. Počevši od sezone 1928./29. igrao je za Željezničar četiri sezone. Željezničar je tad igrao u rangu sarajevskog nogometnog podsaveza i podsaveznoj ligi.